# Newport County A.F.C.
Newport County Association Football Club – walijski klub piłkarski z siedzibą w mieście Newport, występujący obecnie w angielskiej EFL League Two.

## Osiągnięcia
- Puchar Walii (Welsh Cup): 1980
- Finał Pucharu Walii (Welsh Cup) (2): 1963, 1987
- Football League Third Division South: 1939
- Southern Football League: 1995
- Hellenic Football League: 1990.
- Welsh Football League (5): 1928, 1937, 1955, 1975, 1980 (rezerwy)
- FAW Premier Cup: 2008
- Finał FAW Premier Cup (2): 2003, 2007
- Southern League Merit Cup (2): 1995, 1999.
- Hellenic League Cup: 1990
- Monmouthshire/Gwent Senior Cup (26): 1921, 1922, 1923, 1924, 1926, 1928, 1932, 1936, 1954, 1958, 1959, 1965, 1968, 1969, 1970, 1972, 1973, 1974, 1997, 1998, 1999, 2000, 2001, 2002, 2004, 2005
- Gloucestershire Senior Challenge Cup: 1994
- Herefordshire Senior Cup: 2000

## Historia
Newport County powstał w 1912 roku. Klub początkowo zyskał przydomek "The Ironsides" związany ze znajdującą się w Newport hutą stali. Już w roku swych narodzin klub przystąpił do rozgrywek w lidze Southern Football League. W 1920 roku Newport County przystąpił do rozgrywek w ramach ligi angielskiej (The Football League). W 1932 roku klub przeniósł się na Somerton Park. Po blisko 20 latach gry w trzeciej lidze angielskiej (Football League Third Division South) Newport County jako mistrz III ligi awansował w 1939 roku do drugiej ligi angielskiej (Football League Second Division).
Z powodu wybuchu II wojny światowej Newport County zdążył rozegrać w II lidze tylko trzy mecze, remisując 1:1 z Tottenham Hotspur i pokonując 3:1 Southampton. W przerwanym sezonie Newport County w 22 zespołowej lidze zajął 9. miejsce.
Po zakończeniu wojny rozgrywki ligowe zostały wznowione. Tym razem drużynie Newport County wiodło się znacznie gorzej. Klub doznał wielu porażek, wśród których była rekordowa klęska 0:13 z Newcastle United. Pomimo pokonania Coventry City, Sheffield Wednesday i Fulham, klub na koniec potrzebował czterech zwycięstw w czterech ostatnich grach. Pomimo rewanżowego zwycięstwa nad Newcastle United porażki z Birmingham City, Luton Town i Manchester City sprawiły, że Newport County zajął ostatnie miejsce i spadł z II ligi.
Pomimo okresu słabości Newport County w 1949 roku dotarł do piątej rundy Pucharu Anglii – najdalej w historii klubu. W piątej rundzie walijski zespół przegrał minimalnie 2:3 z Portsmouth, późniejszym półfinalistą tej edycji pucharu oraz ówczesnym mistrzem Anglii.
Po 11 sezonach gry w trzeciej lidze (Third Division South) przed sezonem 1958/59 utworzono czwartą ligę (Fourth Division). Czwartą ligę utworzyły 24 kluby – po 12 najsłabszych z Third Division South i Third Division North. Pozostałe kluby utworzyły jednolitą trzecią ligę (Football League Third Division), co zakończyło okres podziału geograficznego trzeciej ligi angielskiej. Newport County z trudem zachował swoje miejsce w zreformowanej trzeciej lidze – gdyby klub zdobył 4 punkty mniej, znalazłby się w czwartej lidze. Klub nie cieszył się długo z gry w trzeciej lidze, gdyż już w 1962 roku, mając na koncie tylko 7 zwycięstw, spadł do czwartej ligi, w której spędził następne 18 sezonów. W sezonie 1972/73 Newport County był bliski powrotu do trzeciej ligi – nie udało się to jedynie z powodu gorszego bilansu bramkowego.
W sezonie 1959/60 Newport County wylosował w trzeciej rundzie Pucharu Anglii czołowy zespół I ligi angielskiej – Tottenham Hotspur. W czasie meczu na White Hart Lane, w czasie obfitej śnieżycy, Tottenham prowadził już 2:0, a wtedy z odległości aż 35 m kontaktową bramkę dla walijskiego zespołu zdobył Ken Hollyman. Rozbudzone nadzieje na remis i powtórkę meczu rozwiały dwie dalsze bramki dla Tottenhamu. Ostatecznie Newport County przegrał 1:4.
W latach 80. klub miał swoje najlepsze i najgorsze momenty w swych dziejach. W najlepszym okresie klubu, w latach 1978–1982, trenerem był Len Ashurst. W 1980 klub zajął w czwartej lidze drugie miejsce, 5 punktów za zwycięzcą, i awansował do trzeciej ligi. W skład drużyny Newport County wszedł wówczas młody John Aldridge, który w przyszłości miał się stać jednym z najlepszych strzelców w historii ligi angielskiej.
Największym sukcesem klubu Newport County w 1980 roku było jednak zdobycie Puchar Walii, co pozwoliło na jedyny jak dotąd występ w europejskich pucharach – w Pucharze Zdobywców Pucharów w sezonie 1980/81. W pierwszej rundzie walijski zespół trafił na inną brytyjską drużynę – północnoirlandzki klub Crusaders Belfast. Po wysokim zwycięstwie 4:0 na własnym stadionie wyjazdowy remis 0:0 dał pewny awans do 1/8 finału. Kolejnym rywalem był finalista Pucharu Norwegii Haugar Haugesund. W Norwegii był bezbramkowy remis, za to w Walii Newport County rozgromił rywali aż 6:0 i przebojem wdarł się do ćwierćfinału. Tutaj czekał na Walijczyków bardzo silny zespół z NRD – Carl Zeiss Jena. W Jenie padł niespodziewany remis 2:2. Dzięki bramkom strzelonym na wyjeździe drużynie z Walii wystarczał teraz bezbramkowy remis, by awansować do półfinału, jednak już w 27. minucie rewanżowego spotkania bramkę dla gości zdobył Lothar Kurbjuweit. Ponieważ drużyna walijska nie zdołała wyrównać, dalej awansowała drużyna ze wschodnich Niemiec, która w tej edycji pucharu dotarła ostatecznie aż do finału.
W sezonie 1982/83 Newport County zajął w III lidze 4. miejsce – 4 punkty za Huddersfield Town, który awansował do II ligi razem z innym walijskim zespołem – Cardiff City.
Newport County ponownie dotarł do finału Pucharu Walii w 1987 roku, gdzie przegrał 0:1 w powtórzonym meczu z Merthyr Tydfil. W lidze jednak klub spisał się fatalnie i spadł do czwartej ligi. W 1988 roku Newport County zajął ostatnie miejsce w czwartej lidze, zdobywając zaledwie 25 punktów. Oznaczało to, że po 68 latach klub musiał opuścić Football League i w sezonie 1988/89 przystąpił do gry w Football Conference. Nie udało się jednak dokończyć sezonu, gdyż z powodu długów sięgających 330 tys. funtów szterlingów Newport County musiał zakończyć działalność 27 lutego 1989 roku. Klub został wydalony z rozgrywek ligi Conference, a jego dorobek (4 zwycięstwa, 7 remisów oraz 19 punktów w 29 meczach) anulowano.
Już w czerwcu tego samego roku klub został reaktywowany i przystąpił do gry w Hellenic League (9 liga, czyli cztery ligi niżej od będących na szczycie angielskiego futbolu czteroligowych rozgrywek w ramach Football League). Celem klubu stał się odtąd powrót do Football League.

## Europejskie puchary
Legenda do wszystkich tabel:
- Q – runda eliminacyjna, 1/16, 1/8, 1/4, 1/2 – odpowiednia faza rozgrywek, Grupa – runda grupowa, 1r gr – pierwsza runda grupowa, 2r gr – druga runda grupowa, F – finał, R – runda, PO – play-off
- k. – rzuty karne, los. – losowanie, Dogr. – dogrywka, w. – zasada bramek strzelonych na wyjeździe

| Sezon   | Rozgrywki                 | Runda | Klub             | Dom | Wyjazd | Ogólnie |
| ------- | ------------------------- | ----- | ---------------- | --- | ------ | ------- |
| 1980/81 | Puchar Zdobywców Pucharów | 1R    | Crusaders        | 4–0 | 0–0    | 4–0     |
| 1980/81 | Puchar Zdobywców Pucharów | 2R    | Haugar Haugesund | 6–0 | 0–0    | 6–0     |
| 1980/81 | Puchar Zdobywców Pucharów | 1/4   | Carl Zeiss Jena  | 0–1 | 2–2    | 2–3     |

## Obecny skład
Stan na 31 stycznia 2023
| Nr | Poz. | Piłkarz                                      |
| -- | ---- | -------------------------------------------- |
| 1  | BR   | Joe Day                                      |
| 2  | OB   | Cameron Norman                               |
| 3  | OB   | Declan Drysdale                              |
| 4  | PO   | Sam Bowen                                    |
| 5  | OB   | James Clarke                                 |
| 6  | OB   | Priestley Farquharson                        |
| 9  | NA   | Omar Bogle                                   |
| 10 | NA   | Offrande Zanzala                             |
| 11 | PO   | James Waite                                  |
| 14 | OB   | Aaron Lewis                                  |
| 16 | NA   | Calum Kavanagh (Wypożyczony z Middlesbrough) |
| 17 | PO   | Scot Bennett                                 |

| Nr | Poz. | Piłkarz                                            |
| -- | ---- | -------------------------------------------------- |
| 18 | OB   | Matt Baker (Wypożyczony z Stoke City)              |
| 19 | NA   | Charlie McNeill (Wypożyczony z Manchesteru United) |
| 20 | PO   | Harry Charsley                                     |
| 22 | PO   | Nathan Moriah-Welsh (Wypożyczony z Bournemouth)    |
| 24 | PO   | Aaron Wildig                                       |
| 27 | OB   | Adam Lewis (Wypożyczony z Liverpoolu)              |
| 28 | OB   | Mickey Demetriou                                   |
| 29 | NA   | Will Evans                                         |
| 30 | BR   | Nick Townsend                                      |
| 32 | OB   | Joe Woodiwiss                                      |
| 33 | NA   | Lewys Twamley                                      |
| 39 | BR   | Evan Ovendale                                      |

### Piłkarze na wypożyczeniu
| Nr | Poz. | Piłkarz                               |
| -- | ---- | ------------------------------------- |
| 7  | PO   | Robbie Willmott (w Walsall)           |
| 8  | PO   | Matty Dolan (w Hartlepool United)     |
| 21 | NA   | Lewis Collins (w Torquay United)      |
| 23 | OB   | Harrison Bright (w Pontypridd United) |
| 35 | PO   | Jack Karadogan (w Pontypridd United)  |